# Alessandro Mori Nunes
Alessandro Mori Nunes (Assis Chateaubriand, 10 de enero de 1979) es un exfutbolista brasileño que jugaba como defensa lateral derecho. Actualmente es coordinador técnico en el Corinthians de Brasil.

## Carrera
Las divisiones inferiores las hizo en el Flamengo, siendo que fue en ese equipo que debutó profesionalmente en 1997. Con el entrenador Zagallo logró ganar tres campeonatos cariocas seguidos, en 1999, 2000 y 2001. En 2003 se fue a préstamo al Palmeiras, donde permaneció tan solo 3 meses porque el Dínamo de Kiev adquirió los derechos económicos del jugador. En Ucrania no tuvo un buen rendimiento, por eso en agosto de 2004 se fue cedido al Cruzeiro Esporte Clube, donde permaneció hasta diciembre de 2005 para luego irse al Grémio. En el equipo gaucho disputó la Serie B del Campeonato Brasileño, logrando que el equipo ascendiera a la primera divisional del fútbol de ese país. En 2007 se fue al Santos, donde logró el primer Campeonato Paulista de su carrera. En 2008 fue contratado por el Corinthians, club donde militó hasta el 2014 siendo el capitán. Actualmente trabaja en el club como coordinador técnico.

## Clubes
| Club              | País    | Año       |
| ----------------- | ------- | --------- |
| CR Flamengo       | Brasil  | 1997-2002 |
| Palmeiras         | Brasil  | 2003      |
| CR Flamengo       | Brasil  | 2003      |
| FC Dinamo de Kiev | Ucrania | 2003-2004 |
| Cruzeiro EC       | Brasil  | 2004      |
| Grêmio            | Brasil  | 2005-2007 |
| Santos FC         | Brasil  | 2007      |
| Corinthians       | Brasil  | 2008-2014 |

## Palmarés

### Campeonatos nacionales
| Título                  | Club              | País    | Año  |
| ----------------------- | ----------------- | ------- | ---- |
| Campeonato Carioca      | CR Flamengo       | Brasil  | 1999 |
| Campeonato Carioca      | CR Flamengo       | Brasil  | 2000 |
| Campeonato Carioca      | CR Flamengo       | Brasil  | 2001 |
| Copa de Campeones       | CR Flamengo       | Brasil  | 2001 |
| Copa de Brasil          | CR Flamengo       | Brasil  | 2001 |
| Liga Premier de Ucrania | FC Dinamo de Kiev | Ucrania | 2004 |
| Supercopa de Ucrania    | FC Dinamo de Kiev | Ucrania | 2004 |
| Série B                 | Grêmio            | Brasil  | 2005 |
| Campeonato Gaúcho       | Grêmio            | Brasil  | 2006 |
| Campeonato Paulista     | Santos FC         | Brasil  | 2007 |
| Série B                 | Corinthians       | Brasil  | 2008 |
| Campeonato Paulista     | Corinthians       | Brasil  | 2009 |
| Copa de Brasil          | Corinthians       | Brasil  | 2009 |
| Brasileirao             | Corinthians       | Brasil  | 2011 |
| Campeonato Paulista     | Corinthians       | Brasil  | 2013 |

### Copas internacionales
| Título                 | Club        | País   | Año  |
| ---------------------- | ----------- | ------ | ---- |
| Copa Libertadores      | Corinthians | Brasil | 2012 |
| Copa Mundial de Clubes | Corinthians | Japón  | 2012 |
| Recopa Sudamericana    | Corinthians | Brasil | 2013 |